# Крайбрежие на Залива на САЩ
Крайбрежието на Залива на Съединените американски щати е крайбрежната ивица по протежение на Южните щати, с излаз на Мексиканския залив.
Крайбрежните щати, които имат брегова линия в Мексиканския залив, са Тексас, Луизиана, Мисисипи, Алабама и Флорида и те са известни като Щатите от Залива.
Най-значимите урбанизирани градски центрове в областта са (от запад на изток) Браунсвил, Корпъс Кристи, Хюстън, Батън Руж, Ню Орлиънс, Билокси, Мобил, Пенсакола, Тампа и Сарасота. Повечето от тях имат големи пристанища.

## География
Крайбрежието на Залива включва множество по-малки заливи и лагуни. Много реки, най-голямата от които е Мисисипи, също се вливат в океана от този бряг. По-голямата част от земята по крайбрежието на залива е или е била влажна зона. Централната част на Крайбрежието на Залива, източно от Тексас и през цялата Луизиана, е изградена предимно от блата. Източната част на Крайбрежието на Залива, особено във Флорида, е осеяна със заливи.

## Икономика
Крайбрежието на залива е център на икономическа дейност. Блатистите земи край бреговете на Тексас и Луизиана са райони за размножаване и местообитания за морски животни, които благоприятстват индустрия, основаваща се на риболов и събиране на скариди. Пристанището на Южна Луизиана, в непосредствена близост до Ню Орлиънс и Хюстън Харбър, са 2 от 10-те най-големи в света пристанища по товарооборот. От 2004 г. насам 7 от 10-те най-активни пристанища в Съединените щати са разположени на брега на залива.

## История
Историята на Крайбрежието на Залива е важна част от американската история, както и в настоящия момент брегът на залива е икономически важен за Съединените щати. Съществуват аргументи, макар и донякъде оспорвани, че заливът е бил дори още по-важна част от Съединените щати.
Първите европейци, които се заселват в района на крайбрежието на залива, са предимно французи и испанци. През първата половина на ХІХ век крайбрежието на залива влиза в състава на Съединените американски щати след придобиването на Луизиана и Тексаската революция. Тъй като населението в САЩ разширява границите си на запад, крайбрежието на залива става естественият магнит на Юга, който има достъп до корабоплавателни маршрути и местна и международна търговия. Нарастването на производството на захар и памук (което е било възможно чрез робството) прави Юга да процъфтява.
Крайбрежието на Залива често страда от урагани, както и от наводнения и гръмотевични бури.
Ураганът Катрина удря, като ураган от 3 степен, крайбрежието на залива през 2005 г.